# 法来善
法来善（德語：Salvador-Pierre Walleser；1868年11月5日—1931年5月5日），是天主教德國籍主教及方濟嘉布遣會會士。曾任前秦州宗座代牧區宗座代牧（1922年-1946年）。

## 生平
法來善出生於1874年10月22日的德意志帝國巴伐利亞州魏登。1898年10月4日，23歲時加入方濟嘉布遣會。1901年8月15日，法來善在26歲時晉鐸。
1912年8月21日，法來善任37歲時獲時任教宗庇護十世任命為太平洋加羅林群島宗座代牧區宗座代牧，領銜希臘塔納格拉教區主教，於同年12月8日晉牧就任。1919年6月23日卸任加羅林群島宗座代牧區宗座代牧，並被派遣到中國甘肅傳教。
1922年3月28日，法主教出任甘肅東境宗座代牧區宗座代牧。
法來善主教任裡先後建成修道院、聖神會修女院、聖家會修女院、貞女院、教區圖書室等。並成立育嬰院、孤兒院及養老院等社區設施。1924年創辦天水公教醫院，是隴東南最大醫院。各縣曾增設教會診所。1937年創辦“育英學校”。
1946年1月1日，法來善主教在中華民國甘肅秦州去世，享年71歲。法主教葬主教府的神職人員公墓。